# 나주상업고등학교
나주상업고등학교(羅州商業高等學校)는 대한민국 전라남도 나주시 청동에 있는 공립 고등학교이다.

## 학교 연혁
- 1967년 3월 8일 : 나주여자상업고등학교 개교
- 1967년 3월 8일 : 초대 윤창현 교장 취임
- 2004년 3월 1일 : 나주여자고등학교로 교명 변경
- 2012년 3월 1일 : 나주상업고등학교로 교명 변경
- 2012년 3월 1일 : 학과 개편 (디지털콘텐츠과 2학급, 디지털경영과 2학급, 남녀공학)
- 2017년 3월 1일 : 학과 개편 (사무행정과 2학급, 금융회계과 2학급)
- 2022년 9월 1일 : 제25대 추준길 교장 부임
- 2025년 1월 9일 : 제56회 49명 졸업 (총 졸업자수 14,385명)

## 설치 학과
- 사무행정과
- 금융회계과

## 참고 자료
- 나주상업고등학교 - 한국교육학술정보원 학교알리미